# 포켓 (소프트웨어)
포켓(Pocket)은 웹브라우저에서 기사 및 비디오 등 웹페이지를 저장하기 위한 응용 프로그램 및 웹 서비스다. Read It Later가 원래 명칭이였으며 2007년에 출시되었을 때 데스크톱 및 랩톱 컴퓨터에서만 사용되었다. 현재 macOS, Windows, iOS, Android, Windows Phone, BlackBerry, Kobo eReader 및 웹 브라우저에서 사용할 수 있다. 2017년 Firefox 웹 브라우저 개발자인 모질라가 Pocket을 인수하였다.

## 기능
이 응용 프로그램을 사용하면 나중에 읽을 수 있도록 기사 나 웹 페이지를 원격 서버에 저장할 수 있다. 저장된 페이지는 포켓 소프트웨어가 설치된 모든 장치와 동기화 된다.

## 역사
포켓은 2007년 8월에 Read It Later라는 Mozilla Firefox 브라우저 확장프로그램으로 소개되었다. 이 제품이 수백만 명의 사람들에 의해 사용되면서, 사무실이 Silicon Valley로 옮겨졌고 다른 4명의 직원이 합류하였다. 개발자인 Weiner의 의도는 웹 컨텐츠를 저장한 사용자가 모든 장치에서 해당 컨텐츠에 액세스 할 수 있도록하는 것이였다.
2011년에 250만 달러, 2012년에 500만 달러의 벤처 캐피탈 투자를 얻었다. 2011년 자금은 Foundation Capital, Baseline Ventures, Google Ventures, Founder Collective 및 익명의 엔젤 투자자로부터 나왔다. 이 회사는 2017년 에버노트의 인수제의를 거절하였다. 거절 이유는 Read It Later 서비스를 종료하고 해당 기능을 Evernote의 주요 서비스에 통합하는 것에 반대하기 때문이였다.
처음에 Read It Later 앱은 무료 버전과 추가 기능이 포함된 유료 버전으로 제공되었다. Pocket으로 명칭을 변경 한 후 모든 유료 기능은 무료 및 광고없는 앱으로 제공되었다. 2014년 5월에 포켓 프리미엄이라는 유료 가입 서비스가 도입되어 서버 쪽 기사 저장소와보다 강력한 검색 도구가 추가되었다.
2017년 2월 27일, 포켓은 파이어 폭스 비영리 개발 그룹의 상업 부문인 모질라 코퍼레이션 (Mozilla Corporation)이 인수했다. 모질라는 포켓이 독립적 인 자회사로 계속 운영 될 것이지만 진행중인 "컨텍스트 그래프"프로젝트의 일부로 활용될 것이라고 말했다.

## 반응
2015년 9월 현재이 응용 프로그램의 사용자는 1,700 만 명이고 10억 페이지가 앱을 통해 저장되었다. Flipboard, Google Currents 및 Twitter와 같은 일부 응용 프로그램은 Pocket의 API를 사용한다. 포켓은 2013년 TIME의 50가지 최고의 안드로이드 애플리케이션 중 하나로 선정되었다.

## 같이 보기
- IFTTT